# Вест-Пойнт (Іллінойс)
Вест-Пойнт (англ. West Point) — селище (англ. village) в США, в окрузі Генкок штату Іллінойс. Населення — 140 осіб (2020).

## Географія
Вест-Пойнт розташований за координатами 40°15′20″ пн. ш. 91°11′0″ зх. д. / 40.25556° пн. ш. 91.18333° зх. д. (40.255576, -91.183307).  За даними Бюро перепису населення США в 2010 році селище мало площу 0,43 км², уся площа — суходіл.

## Демографія
Згідно з переписом 2010 року, у селищі мешкало 178 осіб у 64 домогосподарствах у складі 42 родин. Густота населення становила 409 осіб/км².  Було 73 помешкання (168/км²).
Расовий склад населення:
| - 100,0 % — білих |

До двох чи більше рас належало 0,0 %. Частка іспаномовних становила 0,0 % від усіх жителів.
За віковим діапазоном населення розподілялося таким чином: 29,2 % — особи молодші 18 років, 56,8 % — особи у віці 18—64 років, 14,0 % — особи у віці 65 років та старші. Медіана віку мешканця становила 38,0 року. На 100 осіб жіночої статі у селищі припадало 114,5 чоловіків;  на 100 жінок у віці від 18 років та старших — 113,6 чоловіків також старших 18 років.
Середній дохід на одне домашнє господарство  становив 47 710 доларів США (медіана — 41 696), а середній дохід на одну сім'ю — 51 811 долар (медіана — 42 396). За межею бідності перебувало 25,4 % осіб, у тому числі 43,6 % дітей у віці до 18 років та 9,5 % осіб у віці 65 років та старших.
Цивільне працевлаштоване населення становило 85 осіб. Основні галузі зайнятості: виробництво — 35,3 %, освіта, охорона здоров'я та соціальна допомога — 14,1 %, сільське господарство, лісництво, риболовля — 10,6 %, науковці, спеціалісти, менеджери — 8,2 %.